# Maja Ivarsson

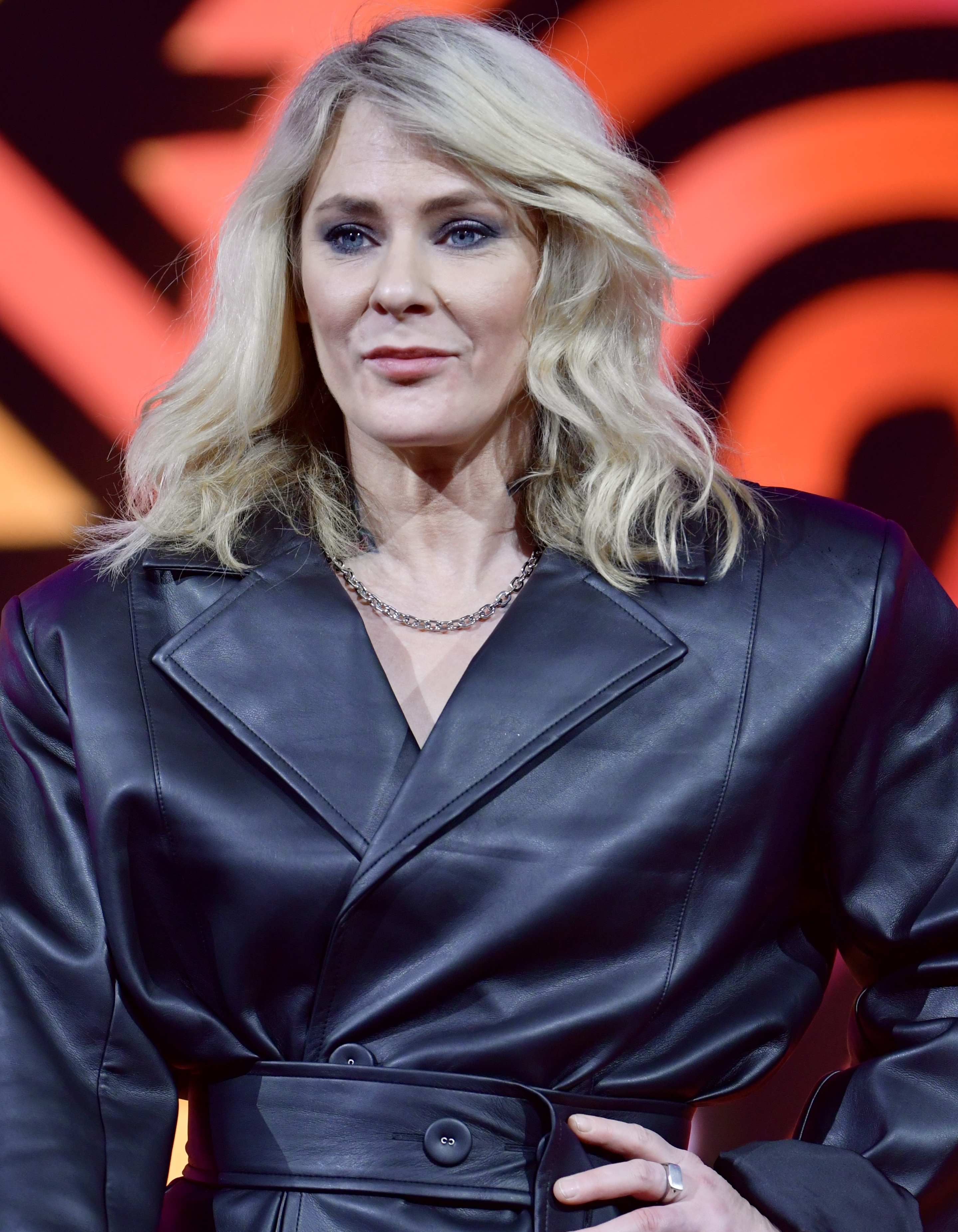
Maja Ivarsson (2025)

Maja Ivarsson (* 2. Oktober 1979 in Åhus, Schonen, Götaland, Schweden) ist eine schwedische Sängerin und die Frontfrau der schwedischen Indie-Rock-Band The Sounds, welche im Jahr 1998 in Helsingborg, Schweden von Felix Rodriguez, Johan Bengtsson und Fredrik Nilsson gegründet wurde.

## Karriere

Maja im Diamond Ballroom in Oklahoma City am 12. Oktober 2009

Im Jahr 2002 arbeitete Ivarsson zusammen mit Andreas Mattson am Song Free Free Free, der auf dem Soundtrack zum Film Große Mädchen weinen nicht erschien.
2006 trat sie im Musikvideo des Songs zum Film Snakes on a Plane Snakes on a Plane (Bring It) auf.
Der Film verschafft ihr und der Band größere Bekanntheit.
Im März 2011 war Ivarsson Teil einer Promotionkampagne des US-amerikanischen Haarpflegemittelherstellers Sebastian Professional. Bereits im Januar 2011 spielten die Sounds auf der Berlin Fashion Week.
Ivarsson ist darüber hinaus zu finden im Song We are Rebels auf dem 2008 erschienenen Album She’s a Machine der schwedischen Band Alice in Videoland.
Ebenso findet man sie im Song Guts auf dem 2011 erschienenen Album Dirty Work der US-amerikanischen Pop-Punk-Band All Time Low.
Eine weitere Zusammenarbeit ist das Stück Tonight des kanadischen DJs und EDM-Produzenten Felix Cartal mit ihr.
Mit dem schwedischen Popmusiker und Musikproduzenten Andreas Per Kleerup entstand das Lied As If We Never Won.
Mit dem Lied Kamikaze Life nahm sie am Melodifestivalen 2025 (dem schwedischen Vorentscheid zum Eurovision Song Contest) teil, kam im Finale jedoch nur auf den vorletzten Platz.

## Einflüsse
Ivarsson fand das 1975 erschienene Lied Love Is the Drug der Artrock-Band Roxy Music eine große Inspiration.
Anspielungen auf das Lied und den Sänger Bryan Ferry finden sich in der Single Rock ’n’ Roll der Sounds. Depeche Mode und Bruce Springsteen waren beliebt zu der Zeit als Ivarsson jung war. Sie fand den Song My Secret Garden von Depeche Mode faszinierend, bis ihr Bruder den Songtext übersetzte (sie sprach zu diesem Zeitpunkt noch kein Englisch). Als Kind verehrte sie den britischen Rockmusiker Billy Idol.
Ihre eigene Band wird gerne mit der US-amerikanischen New-Wave-Band Blondie verglichen. Ivarsson hat einen vielseitigen Musikgeschmack, sie mag u. a. Electronica, Britney Spears, Otis Redding, Dolly Parton, Slipknot und Simon & Garfunkel.

## Persönliches
Ivarsson begann im Alter von 8 Jahren Horn zu spielen. Im Alter von 13 begann sie, Gitarre zu spielen. Sie ist Komponist und Liedtexter. Sie lernte Karate, Thaiboxen und Kickboxen. Sie hat sechs bekannte Tätowierungen:
- Eine Sonne auf der Innenseite ihres linken Unterarms
- Einen Anker auf der Außenseite ihres linken Unterarms
- Modesty Blaise, eine Comic- und Romanfigur auf dem rechten Unterarm
- Drei Punkte zwischen ihrem rechten Daumen und Zeigefinger
- Einen Vogel auf der rechten Seite ihres Halses
- Lippenabdrücke auf der Innenseite ihres rechten Bizeps’

Die Drei-Punkte-Tätowierung und der Anker erinnern an ihren Vater, der Seemann war.
In einem Interview von 2014 sagte Ivarsson, sie sei verlobt. Ihr Sohn Dante kam am 16. Februar 2015 zur Welt.

## Diskografie
Singles

| Jahr | Titel Album                                                                      | Höchstplatzierung, Gesamtwochen, AuszeichnungChartsChartplatzierungen (Jahr, Titel, Album, Platzierungen, Wochen, Auszeichnungen, Anmerkungen) | Anmerkungen                           |
| Jahr | Titel Album                                                                      | SE | Anmerkungen                           |
| ---- | -------------------------------------------------------------------------------- | --- | ------------------------------------- |
| 2012 | Mitt bästa för dig Så mycket bättre (Säsong 3 – Pughs dag – Program 1)           | SE37 (7 Wo.)SE |                                       |
| 2012 | Norrländska präriens gudinna Så mycket bättre (Säsong 3 – Olles dag – Program 2) | SE51 (1 Wo.)SE |                                       |
| 2013 | Want Ya! Så mycket bättre (Säsong 3 – Darin’s dag – Program 7)                   | SE43 (2 Wo.)SE |                                       |
| 2025 | Kamikaze Life –                                                                  | SE13 (… Wo.)SE | Erstveröffentlichung: 31. Januar 2025 |